# 安乐
安樂（617年七月—619年五月），是隋朝末期唐朝初期領袖，涼政權李軌的年号，歷時3年。
《隋書·煬帝紀》將李軌建元一事記在617年七月李軌自稱“河西大涼王”之時，《舊唐書》在大業末年。《新唐書》和《資治通鑒》則記在618年十一月李軌自稱涼帝之時。出土墓誌《劉和墓誌》則稱志主劉和下葬於“安樂元年歲次丁丑九月己酉朔廿四日癸酉”，出土文書《河西大凉国安乐三年郭方随葬衣物疏》稱“安樂三年歲至己卯二月庚子朔九日”，可知安樂元年為617年。

## 纪年
| 安樂 | 元年  | 二年  | 三年  |
| ---- | ----- | ----- | ----- |
| 公元 | 617年 | 618年 | 619年 |
| 干支 | 丁丑  | 戊寅  | 己卯  |

## 同期存在的其他政权年号
- 中國
  - 隋朝
    - 皇泰（618年－619年）：杨侗之年号

  - 唐朝
    - 武德（618年－626年）：唐高祖李淵之年号

  - 隋末唐初時期
    - 太平（616年－622年）：楚政權林士弘之年号
    - 丁丑（617年－618年）：夏政權窦建德之年号
    - 五凤（618年－621年）：夏政權窦建德之年号
    - 永平（617年－618年）：魏政權李密之年号
    - 天兴（617年－620年）：刘武周之年号
    - 秦兴（617年－618年）：秦政權薛擧之年号
    - 鸣凤（617年－618年）：梁政權蕭銑之年号
    - 永隆（618年－628年）：梁政權梁師都之年号
    - 天壽（618年－619年）：許政權宇文化及之年号
    - 始兴（618年－624年）：燕政權高开道之年号
    - 法輪（618年）：齊政權高曇晟之年号
    - 昌達（618年－619年）：楚政權朱粲之年号
    - 开明（619年－621年）：鄭政權王世充之年号

  - 高昌
    - 义和（614年－619年）：麴某之年号
- 朝鮮半島
  - 新羅
    - 建福（584年－634年）：真平王之年號

## 參看
- 中國年號索引

## 引用
1. ↑  李崇智《中國歷代年號考》，第106頁。
2. ↑  魏徵.  . 维基文库.「〔大業十三年〕秋七月壬子，熒惑守積尸。丙辰，武威人李軌舉兵反，攻陷河西諸郡，自稱涼王，建元安樂。」
3. ↑  劉昫.  . 维基文库.「大業末，……軌自稱河西大涼王，建元安樂，署置官屬，並擬開皇故事。」
4. ↑  歐陽脩.  . 维基文库.「武德元年，高祖方事薛舉，遣使涼州，璽書慰結，謂軌為從弟。軌喜，乃遣弟懋入朝。帝拜懋大將軍，還之，詔鴻臚少卿張俟德持節冊拜軌涼王、涼州總管，給羽葆鼓吹一部。會軌僭帝號，建元安樂。」
5. ↑  司馬光.  . 维基文库.「〔武德元年〕十一月，乙巳，涼王李軌即皇帝位，改元安樂。〈《考異》曰︰按《軌傳》云，軌稱涼王，即改元安樂。今據《實錄》。」
6. ↑  樊锦诗, 彭金章.  (pdf). 敦煌学第25輯.   [2022-05-17]. （原始内容存档 (PDF)于2022-05-17）.
7. ↑  李凤艳. . 中国边疆史地研究2018年第1期.   [2021-02-07].